# Lucjan
Lucjan – imię męskie pochodzenia łacińskiego. Imię to jest polską wersją łacińskiego Lucianus, co oznacza „należący do Lucjusza, wywodzący się od Lucjusza”. Jego oboczną formą jest Łucjan. Patronem imienia jest m.in. św. Lucjan, męczennik z Nikomedii (zm. ok. 250). Bibliotheca Sanctorum zawiera informacje o trzynastu świętych o tym imieniu.
W Polsce imię znane od średniowiecza jako Lucyjan (1242), Łucyjan (1402), Łuczan (1466). W styczniu 2024 r. w rejestrze PESEL, wśród publicznie dostępnych danych dotyczących osób żyjących, wykazano 14756 mężczyzn o imieniu Lucjan nadanym jako imię pierwsze oraz 13474 mężczyzn noszących imię Lucjan jako imię drugie. 
Pochodne formy imienia: Lucek, Lucio, Lucuś.
Żeńskim odpowiednikiem jest Lucjana.
Lucjan imieniny obchodzi: 7 stycznia, 11 lutego, 27 maja, 13 czerwca i 26 października, 13 grudnia.

## Lucjan w innych językach[7]
- łacina – Lucianus
- język angielski – Lucian
- język francuski – Lucien
- język niemiecki – Lucian
- język włoski – Luciano.

## Mężczyźni o imieniu Lucjan
- Lucjan – retor grecki
- Lucjan Balter – ksiądz pallotyn, profesor teologii dogmatycznej
- Lucjan Błaszczyk – tenisista stołowy
- Lucjan Brychczy – piłkarz
- Lucjan Czubiński – polski generał
- Lucjan Dobrzański – polski aktor i przedsiębiorca teatralny
- Lucjan Fajer – biegły sądowy, grafolog, żołnierz AK
- Lucian Freud – brytyjski malarz, wnuk Zygmunta
- Lucien Goldmann – filozof francuski, przedstawiciel strukturalizmu genetycznego
- Lucjan Górnisiewicz – polski prawnik, popularyzator turystyki
- Lucjan Grabowski — astronom polski
- Lucjan Jacak – polski fizyk-teoretyk
- Lucjan Marian Kaszycki – kompozytor
- Lucjan Kaznowski – naukowiec
- Lucjan Kydryński – publicysta i prezenter
- Lucjan Malinowski – językoznawca
- Lucjan Motyka – polityk
- Luciano Pavarotti – włoski śpiewak, tenor
- Lucian Pulvermacher  – amerykański duchowny, były kapucyn, założyciel i papież (Pius XIII) Prawdziwego Kościoła Katolickiego
- Lucjan Rydel – poeta i dramatopisarz
- Lucjan Szenwald – poeta
- Lucjan Wolanowski – dziennikarz i podróżnik
- Lucjan Żeligowski – generał
- Isidore Lucien Ducasse – francuski poeta i pisarz
- Marcel Grandjany, właściwie: Marcel Georges Lucien Grandjany – francusko-amerykański harfista, kompozytor i pedagog.